# The Pogues
The Pogues sind eine 1981 von Shane MacGowan gegründete englisch-irische Band. Sie gelten als Begründer der britischen Celtic Punk und waren in den 1980er Jahren die populärsten Vertreter dieses Musikstils.

## Geschichte

### Anfänge und erster Erfolg (1981–1984)
Die Band wurde 1981 in London als The New Republicans von Shane MacGowan (Gesang, Gitarre), Jem Finer (Banjo) und Peter „Spider“ Stacy (Tin Whistle) gegründet.
1982 stieß der Pianist James Fearnley dazu, der mit dem Akkordeon der Band ihren ganz besonderen Stil gab. Im selben Jahr fanden die Mitglieder mit „Pogue Mahone“ (anglisierte Version von Irisch-Gälisch Póg mo thóin, „Küss meinen Arsch“) einen neuen Namen. Nur kurze Zeit später stieß Cait O’Riordan als Bassistin zur Band, 1983 kam Andrew Ranken als neuer Schlagzeuger dazu.
1984 erschien die erste Single Dark Streets of London. Radiosender weigerten sich, die Single zu spielen, da der Bandname zu anrüchig war. Die Band erlangte trotzdem schon eine gewisse regionale Bekanntheit durch Konzerte in Pubs und Bars und als Vorband für The Clash. Im selben Jahr erschien bei Stiff Records die erste LP Red Roses for Me. Auf Druck der Plattenfirma wurde der Name der Band in The Pogues geändert. Die LP ist eine Mischung aus Arrangements eigener und irischer Volkslieder.

### Kommerzieller Erfolg und Trennung (1985–1996)
Ein Jahr später schafften The Pogues den großen Sprung. Der Gitarrist Philip Chevron stieg in die Band ein und Elvis Costello produzierte sie. Die Platte Rum, Sodomy & the Lash enthält mit der Coverversion Dirty Old Town eines ihrer bekanntesten Lieder. Außerdem enthält die Platte eine Version des bekannten Liedes And the Band Played Waltzing Matilda von Eric Bogle.
1988 erschien das dritte Pogues-Album If I Should Fall from Grace with God, produziert von Steve Lillywhite. Dieses Album wurde der größte kommerzielle Erfolg der Band, es erreichte Rang 3 in den englischen Charts. Zudem erreichte der Song Fairytale of New York, eine gemeinsame Produktion mit Kirsty MacColl (die für diese Produktion die kurz zuvor ausgeschiedene und durch Darryl Hunt ersetzte O’Riordan vertrat), Rang 2 in der Hitliste. Noch im selben Jahr erschien die EP Yeah, Yeah, Yeah, Yeah. Auf dieser Platte coverten die Pogues den Rolling-Stones-Klassiker Honky Tonk Woman. An die Charterfolge schlossen sich weltweite Konzert-Tourneen an, in den USA traten sie als Vorband von U2 auf, in Irland spielten sie gemeinsam mit den Dubliners.
Das langsame Ende der Pogues nahte mit dem Erscheinen des Albums Hell’s Ditch 1990, das weder Kritiker noch Fans überzeugen konnte. Während eines Konzertes 1991 in Tokio brach Sänger Shane MacGowan zusammen, eine Folge des jahrelangen Alkohol- und sonstigen Drogenkonsums. Daraufhin trennte sich die Band von MacGowan. Joe Strummer, der Produzent und Ex-Sänger von The Clash (bereits 1987 und 1988 als Gastsänger mit den Pogues auf Tour) übernahm den Leadgesang, bald abgelöst von Peter „Spider“ Stacy, doch die Band konnte nicht an alte Erfolge anknüpfen.
Das 1993 erschienene Album Waiting for Herb konnte die Kritiker ebenfalls nur bedingt überzeugen. Die ausgekoppelte Single „Tuesday Morning“ schaffte es noch einmal kurzfristig in die Top Ten, doch auch wenn die Band nach allgemeiner Ansicht zeigte, dass sie ohne Shane MacGowan funktionierte, konnte sie den Verlust von MacGowan insbesondere als Songwriter insgesamt nicht kompensieren.
1995 erschien das letzte Album Pogue Mahone (bereits ohne die mittlerweile ebenfalls ausgeschiedenen Fearnley, Woods und Chevron), das trotz einiger gut ausgesuchter Gastmusiker, wie Jon Sevink von The Levellers an der Fiddle, nicht die Qualität der älteren Werke erreichte. Ein Jahr später lösten sich The Pogues auf, nachdem nun auch noch Jem Finer seinen Abschied beschlossen hatte.
Sänger Shane MacGowan veröffentlichte weitere Alben mit seiner Band Shane MacGowan and the Popes.

### Wiedervereinigung und erneutes Touren (seit 2001)
Ende Dezember 2001 sowie 2004 fanden einige Wiedervereinigungskonzerte in Großbritannien und Irland statt. 2005 gingen die Pogues auf kurze Japan-Tour und spielten beim Azkena-Rockfestival in Spanien. Im Dezember 2005 fand eine erneute Konzertreihe in Großbritannien und Irland statt, diesmal mit Shane MacGowan. Im Frühjahr 2006 tourten die Pogues an der Ostküste der USA, ferner gab es im Verlauf des Jahres kurze Touren in Japan und an der Westküste der USA, sowie die mittlerweile traditionelle Dezembertournee durch das Vereinigte Königreich und Irland. Nach vielen Jahren waren sie 2010 auch wieder in Deutschland unterwegs.
2011 fand eine Ostküsten-Tournee in den Vereinigten Staaten und eine Europa-Tour statt. Mit Live-Auftritten in Perth, Sydney, Byron Bay und Melbourne wurde im Frühjahr 2012 das erste Mal seit 20 Jahren wieder Australien bereist. Auch Tokio wurde auf diesem Wege besucht. Für den Sommer 2012 wurden sieben Konzerte in Europa bestätigt, darunter drei in Deutschland. Die Auftritte am 11. und 12. September 2012 in Paris wurden gefilmt und als Live-DVD sowie Live-CD veröffentlicht. Philip Chevron musste allerdings aus gesundheitlichen Gründen das Singen wieder einstellen. Er starb am 8. Oktober 2013. Shane MacGowan starb am 30. November 2023 im Alter von 65 Jahren.

## Galerie

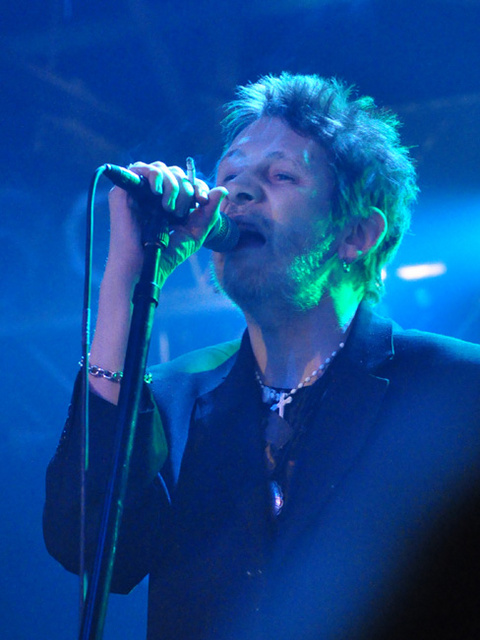
Shane MacGowan
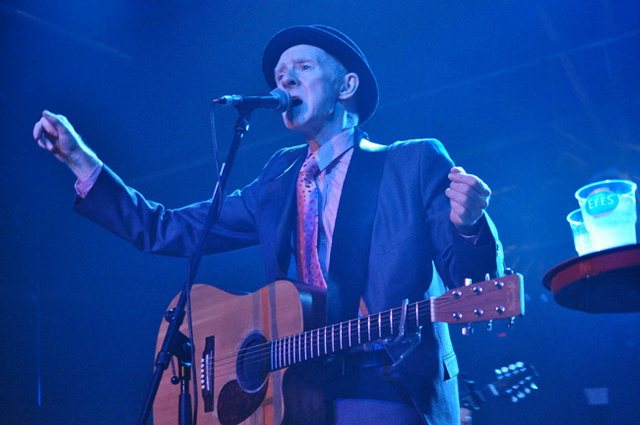
Philip Chevron
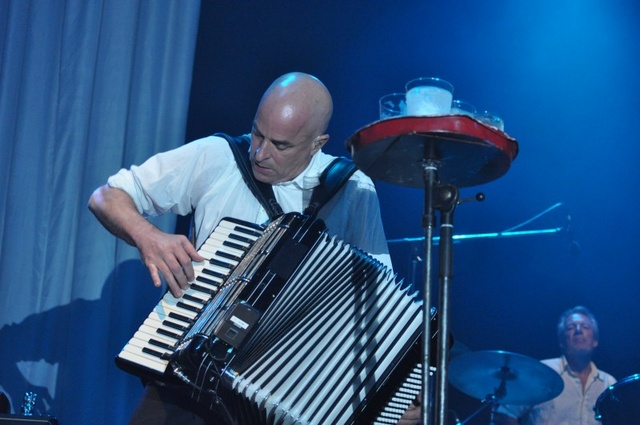
James Fearnley
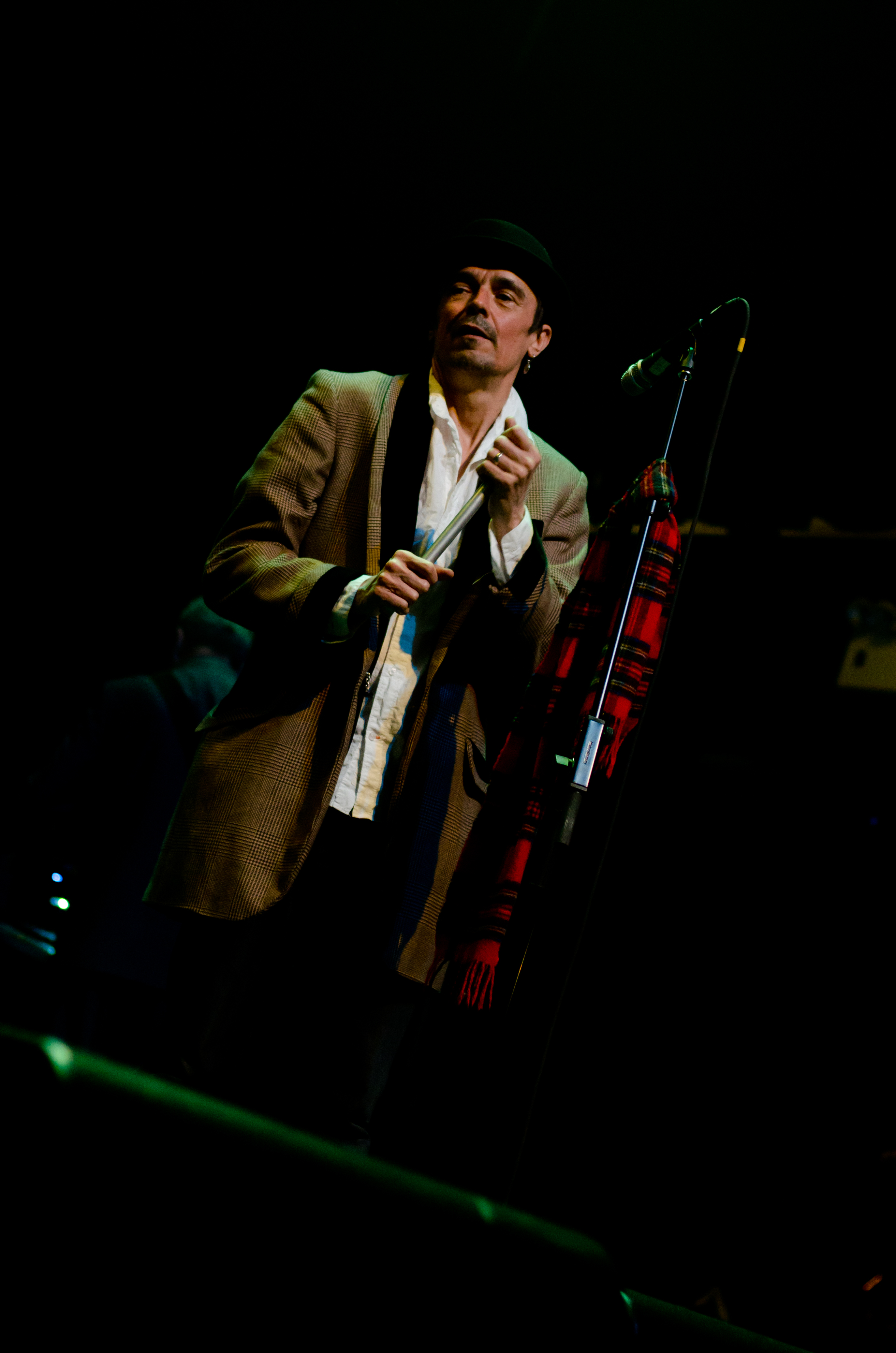
Spider Stacy
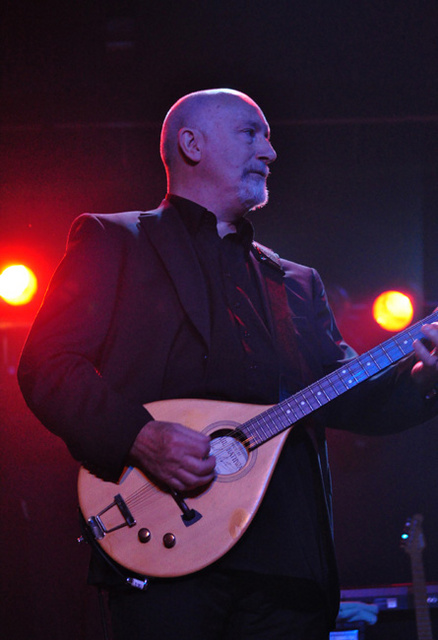
Terry Woods
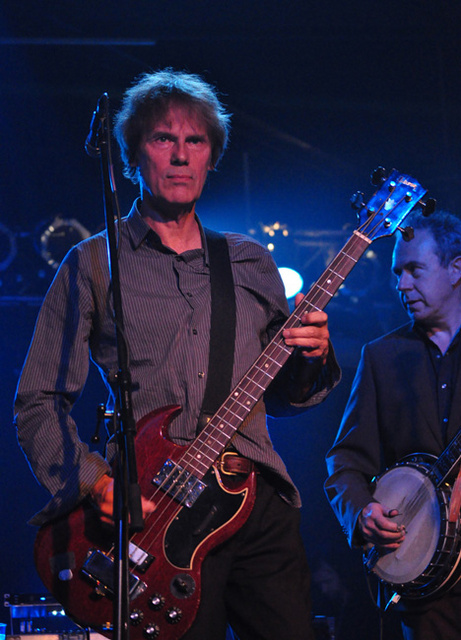
Darryl Hunt
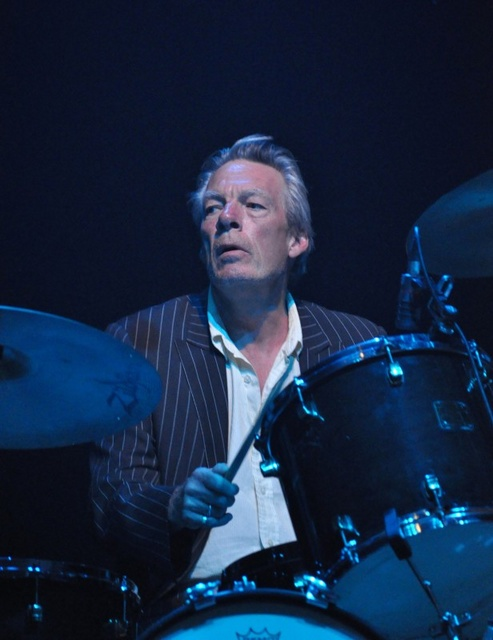
Andrew Ranken
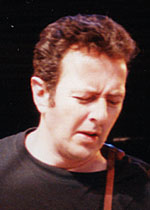
Joe Strummer
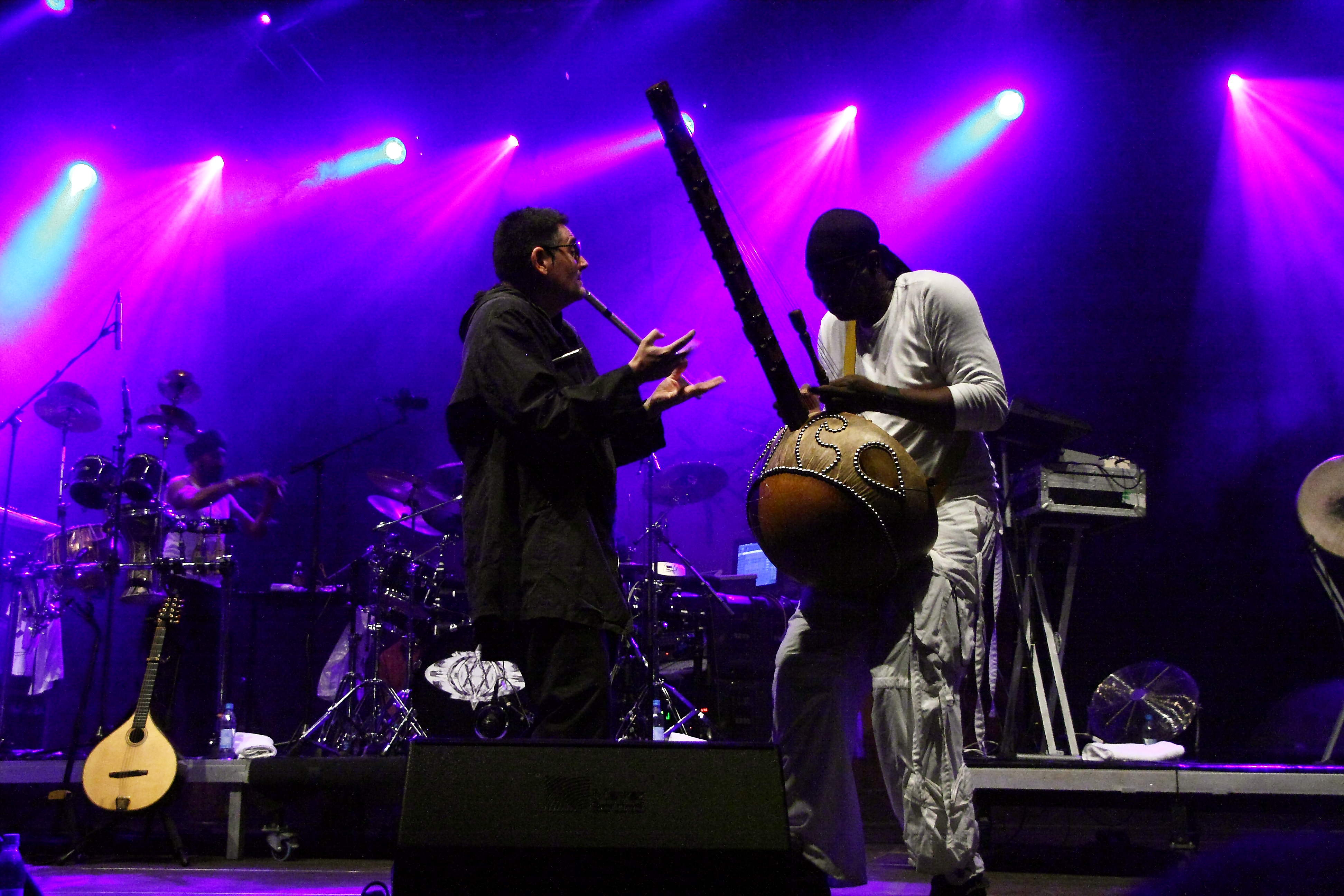
James McNally (Mitte)

## Auftreten der Bandmitglieder auf den Alben
| Bandmitglied   | Album            | Album                  | Album                                | Album          | Album        | Album            | Album        | Instrument          |
| Bandmitglied   | Red Roses For Me | Rum, Sodomy & the Lash | If I Should Fall from Grace with God | Peace and Love | Hell’s Ditch | Waiting for Herb | Pogue Mahone | Instrument          |
| -------------- | ---------------- | ---------------------- | ------------------------------------ | -------------- | ------------ | ---------------- | ------------ | ------------------- |
| Shane MacGowan | Ja               | Ja                     | Ja                                   | Ja             | Ja           | Nein             | Nein         | Gesang              |
| Spider Stacy   | Ja               | Ja                     | Ja                                   | Ja             | Ja           | Ja               | Ja           | Tin Whistle, Gesang |
| Jem Finer      | Ja               | Ja                     | Ja                                   | Ja             | Ja           | Ja               | Ja           | Banjo               |
| James Fearnley | Ja               | Ja                     | Ja                                   | Ja             | Ja           | Ja               | Nein         | Akkordeon           |
| Philip Chevron | Nein             | Ja                     | Ja                                   | Ja             | Ja           | Ja               | Nein         | Gitarre             |
| Terry Woods    | Nein             | Nein                   | Ja                                   | Ja             | Ja           | Ja               | Nein         | Mandoline           |
| Darryl Hunt    | Nein             | Nein                   | Ja                                   | Ja             | Ja           | Ja               | Ja           | Bass                |
| Andrew Ranken  | Ja               | Ja                     | Ja                                   | Ja             | Ja           | Ja               | Ja           | Schlagzeug          |
| Joe Strummer   | Nein             | Nein                   | Nein                                 | Nein           | Nein         | Nein             | Nein         | Gesang              |
| James McNally  | Nein             | Nein                   | Nein                                 | Nein           | Nein         | Nein             | Ja           | Akkordeon           |
| Jamie Clarke   | Nein             | Nein                   | Nein                                 | Nein           | Nein         | Nein             | Ja           | Gitarre             |
| Dave Coulter   | Nein             | Nein                   | Nein                                 | Nein           | Nein         | Nein             | Ja           | Mandoline           |
| Cait O’Riordan | Ja               | Ja                     | Nein                                 | Nein           | Nein         | Nein             | Nein         | Bass                |

## Diskografie

### Studioalben
| Jahr | Titel                                | Höchstplatzierung, Gesamtwochen, AuszeichnungChartplatzierungen (Jahr, Titel, Platzierungen, Wochen, Auszeichnungen, Anmerkungen) | Höchstplatzierung, Gesamtwochen, AuszeichnungChartplatzierungen (Jahr, Titel, Platzierungen, Wochen, Auszeichnungen, Anmerkungen) | Höchstplatzierung, Gesamtwochen, AuszeichnungChartplatzierungen (Jahr, Titel, Platzierungen, Wochen, Auszeichnungen, Anmerkungen) | Höchstplatzierung, Gesamtwochen, AuszeichnungChartplatzierungen (Jahr, Titel, Platzierungen, Wochen, Auszeichnungen, Anmerkungen) | Höchstplatzierung, Gesamtwochen, AuszeichnungChartplatzierungen (Jahr, Titel, Platzierungen, Wochen, Auszeichnungen, Anmerkungen) | Höchstplatzierung, Gesamtwochen, AuszeichnungChartplatzierungen (Jahr, Titel, Platzierungen, Wochen, Auszeichnungen, Anmerkungen) | Anmerkungen                                                               |
| Jahr | Titel                                | DE | AT | CH | UK | US | IE | Anmerkungen                                                               |
| ---- | ------------------------------------ | --- | --- | --- | --- | --- | --- | ------------------------------------------------------------------------- |
| 1984 | Red Roses for Me                     | — | — | — | UK89 Silber · (1 Wo.)UK | — | IE93 (1 Wo.)IE | Erstveröffentlichung: Oktober 1984 Charteinstieg IE erst im Dezember 2023 |
| 1985 | Rum, Sodomy & the Lash               | — | — | — | UK13 Gold · (17 Wo.)UK | — | IE6 (5 Wo.)IE | Erstveröffentlichung: August 1985 Charteinstieg IE erst im Dezember 2023  |
| 1988 | If I Should Fall from Grace with God | — | — | CH9 (8 Wo.)CH | UK3 Gold · (16 Wo.)UK | US88 (16 Wo.)US | IE16 (4 Wo.)IE | Erstveröffentlichung: Januar 1988 Charteinstieg IE erst im Dezember 2023  |
| 1989 | Peace and Love                       | DE13 (16 Wo.)DE | — | CH17 (6 Wo.)CH | UK5 Gold · (8 Wo.)UK | US118 (9 Wo.)US | — | Erstveröffentlichung: Juli 1989                                           |
| 1990 | Hell’s Ditch                         | — | — | CH33 (3 Wo.)CH | UK12 Silber · (5 Wo.)UK | US187 (3 Wo.)US | — | Erstveröffentlichung: September 1990                                      |
| 1993 | Waiting for Herb                     | DE32 (10 Wo.)DE | AT30 (5 Wo.)AT | CH29 (3 Wo.)CH | UK20 (3 Wo.)UK | — | — | Erstveröffentlichung: August 1993                                         |
| 1995 | Pogue Mahone                         | — | AT38 (1 Wo.)AT | — | — | — | — | Erstveröffentlichung: Oktober 1995                                        |

grau schraffiert: keine Chartdaten aus diesem Jahr verfügbar

### Kompilationen
| Jahr | Titel                                      | Höchstplatzierung, Gesamtwochen, AuszeichnungChartplatzierungen (Jahr, Titel, Platzierungen, Wochen, Auszeichnungen, Anmerkungen) | Höchstplatzierung, Gesamtwochen, AuszeichnungChartplatzierungen (Jahr, Titel, Platzierungen, Wochen, Auszeichnungen, Anmerkungen) | Höchstplatzierung, Gesamtwochen, AuszeichnungChartplatzierungen (Jahr, Titel, Platzierungen, Wochen, Auszeichnungen, Anmerkungen) | Anmerkungen                                                   |
| Jahr | Titel                                      | CH | UK | IE | Anmerkungen                                                   |
| ---- | ------------------------------------------ | --- | --- | --- | ------------------------------------------------------------- |
| 1991 | The Best Of                                | CH25 Gold · (6 Wo.)CH | UK11 Gold · (17 Wo.)UK | IE2 (267 Wo.)IE | Erstveröffentlichung: September 1991                          |
| 2001 | The Very Best Of                           | CH87 (1 Wo.)CH | UK18 Platin · (29 Wo.)UK | IE3 (302 Wo.)IE | Erstveröffentlichung: März 2001 in CH erst 2023 in den Charts |
| 2005 | The Ultimate Collection                    | — | UK15 Gold · (6 Wo.)UK | IE12 Platin · (78 Wo.)IE | Erstveröffentlichung: März 2005                               |
| 2005 | Dirty Old Town: The Platinum Collection    | — | UK— SilberUK | IE46 (17 Wo.)IE | Erstveröffentlichung: 2005                                    |
| 2008 | Just Look Them Straight in the Eye and Say | — | — | IE40 (3 Wo.)IE | Erstveröffentlichung: 2008                                    |
| 2013 | 30:30: The Essential Collection            | — | — | IE72 (2 Wo.)IE | Erstveröffentlichung: 2013                                    |

grau schraffiert: keine Chartdaten aus diesem Jahr verfügbar
Weitere Kompilationen
- 1991: Essential Pogues
- 1992: The Rest of The Best
- 2013: The Very Best of
- 2013: Pogues 30

### EPs
| Jahr | Titel                    | Höchstplatzierung, Gesamtwochen, AuszeichnungChartsChartplatzierungen (Jahr, Titel, Platzierungen, Wochen, Auszeichnungen, Anmerkungen) | Anmerkungen                         |
| Jahr | Titel                    | UK | Anmerkungen                         |
| ---- | ------------------------ | --- | ----------------------------------- |
| 1986 | Poguetry in Motion       | UK29 (6 Wo.)UK | Erstveröffentlichung: Februar 1986  |
| 1988 | Yeah Yeah Yeah Yeah Yeah | UK43 (4 Wo.)UK | Erstveröffentlichung: Dezember 1988 |

### Tributealben
- 2016: Tribute to The Pogues

### Singles
| Jahr | Titel Album                                                | Höchstplatzierung, Gesamtwochen, AuszeichnungChartplatzierungen (Jahr, Titel, Album, Platzierungen, Wochen, Auszeichnungen, Anmerkungen) | Höchstplatzierung, Gesamtwochen, AuszeichnungChartplatzierungen (Jahr, Titel, Album, Platzierungen, Wochen, Auszeichnungen, Anmerkungen) | Höchstplatzierung, Gesamtwochen, AuszeichnungChartplatzierungen (Jahr, Titel, Album, Platzierungen, Wochen, Auszeichnungen, Anmerkungen) | Höchstplatzierung, Gesamtwochen, AuszeichnungChartplatzierungen (Jahr, Titel, Album, Platzierungen, Wochen, Auszeichnungen, Anmerkungen) | Höchstplatzierung, Gesamtwochen, AuszeichnungChartplatzierungen (Jahr, Titel, Album, Platzierungen, Wochen, Auszeichnungen, Anmerkungen) | Anmerkungen                                                            |
| Jahr | Titel Album                                                | DE | AT | CH | UK | IE | Anmerkungen                                                            |
| ---- | ---------------------------------------------------------- | --- | --- | --- | --- | --- | ---------------------------------------------------------------------- |
| 1985 | A Pair of Brown Eyes Rum, Sodomy & the Lash                | — | — | — | UK72 (3 Wo.)UK | IE41 (1 Wo.)IE | Erstveröffentlichung: März 1985 Charteinstieg IE erst im Dezember 2023 |
| 1985 | Sally MacLennane Rum, Sodomy & the Lash                    | — | — | — | UK51 (5 Wo.)UK | — | Erstveröffentlichung: Juni 1985                                        |
| 1985 | Dirty Old Town Rum, Sodomy & the Lash                      | — | — | — | UK62 Silber · (5 Wo.)UK | IE27 (4 Wo.)IE | Erstveröffentlichung: September 1985                                   |
| 1986 | Haunted Sid und Nancy (O.S.T.)                             | — | — | — | UK42 (4 Wo.)UK | IE7 (3 Wo.)IE | Erstveröffentlichung: Oktober 1986                                     |
| 1987 | The Irish Rover If I Should Fall from Grace with God       | — | — | — | UK8 (8 Wo.)UK | IE1 (6 Wo.)IE | Erstveröffentlichung: März 1987 mit The Dubliners                      |
| 1987 | Fairytale of New York If I Should Fall from Grace with God | DE62 (8 Wo.)DE | AT57 (4 Wo.)AT | CH40 (12 Wo.)CH | UK2 ×6Sechsfachplatin · (138 Wo.)UK | IE1 (131 Wo.)IE | Erstveröffentlichung: November 1987 mit Kirsty MacColl                 |
| 1988 | If I Should Fall from Grace with God                       | — | — | — | UK58 (5 Wo.)UK | IE4 (3 Wo.)IE | Erstveröffentlichung: Februar 1988                                     |
| 1988 | Fiesta If I Should Fall from Grace with God                | — | — | — | UK24 (5 Wo.)UK | IE11 (3 Wo.)IE | Erstveröffentlichung: Juni 1988                                        |
| 1989 | Misty Morning, Albert Bridge Peace and Love                | — | — | — | UK41 (3 Wo.)UK | IE8 (3 Wo.)IE | Erstveröffentlichung: Juni 1989                                        |
| 1990 | Jack’s Heroes / Whiskey in the Jar Hell’s Ditch            | — | — | — | UK63 Silber · (2 Wo.)UK | IE4 (9 Wo.)IE | Erstveröffentlichung: Juni 1990 mit The Dubliners                      |
| 1990 | Summer in Siam Hell’s Ditch                                | — | — | — | UK64 (3 Wo.)UK | IE21 (2 Wo.)IE | Erstveröffentlichung: September 1990                                   |
| 1991 | A Rainy Night in Soho Hell’s Ditch                         | — | — | — | UK67 (1 Wo.)UK | IE15 (3 Wo.)IE | Erstveröffentlichung: September 1991                                   |
| 1992 | Honky Tonk Women Yeah Yeah Yeah Yeah Yeah                  | — | — | — | UK56 (2 Wo.)UK | — | Erstveröffentlichung: Mai 1992                                         |
| 1993 | Tuesday Morning Waiting for Herb                           | — | — | — | UK18 (5 Wo.)UK | IE26 (4 Wo.)IE | Erstveröffentlichung: August 1993                                      |
| 1994 | Once Upon a Time Waiting for Herb                          | — | — | — | UK66 (2 Wo.)UK | — | Erstveröffentlichung: Januar 1994                                      |

### Videoalben
- The Pogues in Paris – 30th Anniversary Concert at the Olympia (2012)
- The Pogues Live – Town & Country Club London 1988 (inklusive Dokumentation Completely Pogued)
- Poguevision (2006 – offizielle Videoclips)
- Straight to Hell – Fahr zur Hölle (1987 – Spielfilm)

## Auszeichnungen für Musikverkäufe
| Goldene Schallplatte - Australien - 1999: für das Album The Best of - 2006: für das Album The Very Best of - Frankreich - 1988: für das Album If I Should Fall from Grace with God - 2000: für das Album Rum, Sodomy & the Lash - 2000: für das Album The Rest of The Best - Kanada - 1989: für das Album If I Should Fall from Grace with God - Neuseeland - 1988: für das Album If I Should Fall from Grace with God - 2024: für das Album The Ultimate Collection 2× Goldene Schallplatte - Frankreich - 2000: für das Album The Best of | Platin-Schallplatte - Irland - 1991: für das Album The Best of - 2005: für das Album The Ultimate Collection - Neuseeland - 1986: für das Album Rum, Sodomy & the Lash - 2002: für das Album The Very Best of 2× Platin-Schallplatte - Neuseeland - 2022: für die Single Fairytale of New York 4× Platin-Schallplatte - Neuseeland - 1997: für das Album The Best of |

Anmerkung: Auszeichnungen in Ländern aus den Charttabellen bzw. Chartboxen sind in ebendiesen zu finden.
| Land/RegionAuszeichnungen für Musikverkäufe (Land/Region, Auszeichnungen, Verkäufe, Quellen) | Silber     | Gold       | Platin       | Verkäufe  | Quellen                       |
| -------------------------------------------------------------------------------------------- | ---------- | ---------- | ------------ | --------- | ----------------------------- |
| Australien (ARIA)                                                                            | —          | 2× Gold2   | —            | 70.000    | aria.com.au                   |
| Frankreich (SNEP)                                                                            | —          | 5× Gold5   | —            | 500.000   | snepmusique.com infodisc.fr   |
| Irland (IRMA)                                                                                | —          | —          | 3× Platin3   | 45.000    | irishcharts.ie                |
| Kanada (MC)                                                                                  | —          | Gold1      | —            | 50.000    | musiccanada.com               |
| Neuseeland (RMNZ)                                                                            | —          | 2× Gold2   | 8× Platin8   | 172.500   | aotearoamusiccharts.co.nz NZ2 |
| Schweiz (IFPI)                                                                               | —          | Gold1      | —            | 25.000    | hitparade.ch                  |
| Vereinigtes Königreich (BPI)                                                                 | 5× Silber5 | 5× Gold5   | 7× Platin7   | 4.780.000 | bpi.co.uk                     |
| Insgesamt                                                                                    | 5× Silber5 | 16× Gold16 | 18× Platin18 |           |                               |